# Elecciones generales de Jamaica de 1959
Elecciones generales tuvieron lugar en Jamaica el 28 de julio de 1959. El resultado fue una victoria para el Partido Nacional del Pueblo, el cual ganó 29 de los 45 escaños. La participación electoral fue de 66,1%.

## Resultados
| Partido                             | Votos   | %    | Escaños | +/-   |
| ----------------------------------- | ------- | ---- | ------- | ----- |
| Partido Nacional del Pueblo         | 305 642 | 54,8 | 29      | +11   |
| Partido Laborista de Jamaica        | 247 149 | 44,3 | 16      | +2    |
| Partido Laborista Independiente     | 4 595   | 0,8  | 0       | Nuevo |
| Partido de Convención Independiente | 196     | 0,0  | 0       | Nuevo |
| Movimiento Independiente de Jamaica | 115     | 0,0  | 0       | Nuevo |
| Independientes                      | 97      | 0,0  | 0       | 0     |
| Votos en blanco/nulos               | 6 277   | –    | –       | –     |
| Total                               | 564 071 | 100  | 45      | +13   |
| Electores registrados/participación | 853,539 | 66,1 | -       | -     |
| Fuente:                             |         |      |         |       |